# Casa del canciller James P. Carroll
La Casa del canciller James P. Carroll es una residencia histórica ubicada en Aiken, Carolina del Sur, Estados Unidos. 

## Historia
La casa fue construida en 1855 por el canciller de Carolina del Sur, James Parsons Carroll. Carroll fue elegido miembro de la Cámara de Representantes de Carolina del Sur en 1838, luego sirvió en el Senado de Carolina del Sur y, en 1859, fue elegido canciller del Tribunal de Equidad. También sirvió como delegado de la Convención de Secesión y firmó la Ordenanza de Secesión. La casa fue incluida en el Registro Nacional de Lugares Históricos el 23 de noviembre de 1977.